# New Port Richey
New Port Richey ist eine Stadt im Pasco County im US-Bundesstaat Florida. Das U.S. Census Bureau hat bei der Volkszählung 2020 eine Einwohnerzahl von 16.728 ermittelt.

## Geographie
Die Stadt grenzt an Port Richey und liegt am Pithlachascotee River in unmittelbarer Nähe von dessen Mündung in den Golf von Mexiko. Tampa liegt rund 45 Kilometer südöstlich der Stadt.

## Demographische Daten
Laut der Volkszählung 2010 verteilten sich die damaligen 14.911 Einwohner auf 8693 Haushalte. Die Bevölkerungsdichte lag bei 1274,4 Einw./km². 88,9 % der Bevölkerung bezeichneten sich als Weiße, 3,0 % als Afroamerikaner, 0,5 % als Indianer und 1,4 % als Asian Americans. 3,4 % gaben die Angehörigkeit zu einer anderen Ethnie und 2,7 % zu mehreren Ethnien an. 11,2 % der Bevölkerung bestand aus Hispanics oder Latinos.
Im Jahr 2010 lebten in 22,0 % aller Haushalte Kinder unter 18 Jahren sowie 36,7 % aller Haushalte Personen mit mindestens 65 Jahren. 51,2 % der Haushalte waren Familienhaushalte (bestehend aus verheirateten Paaren mit oder ohne Nachkommen bzw. einem Elternteil mit Nachkomme). Die durchschnittliche Größe eines Haushalts lag bei 2,10 Personen und die durchschnittliche Familiengröße bei 2,77 Personen.
20,2 % der Bevölkerung waren jünger als 20 Jahre, 22,2 % waren 20 bis 39 Jahre alt, 27,2 % waren 40 bis 59 Jahre alt und 31,6 % waren mindestens 60 Jahre alt. Das mittlere Alter betrug 47 Jahre. 48,1 % der Bevölkerung waren männlich und 51,9 % weiblich.
Das durchschnittliche Jahreseinkommen lag bei 29.164 $, dabei lebten 20,7 % der Bevölkerung unter der Armutsgrenze.
Im Jahr 2000 war Englisch die Muttersprache von 90,07 % der Bevölkerung, Spanisch sprachen 5,45 % und 4,48 % hatten eine andere Muttersprache.

## Sehenswürdigkeiten
Am 24. Oktober 1996 wurde das Hacienda Hotel in das National Register of Historic Places eingetragen.

## Wirtschaft
Eine nennenswerte Industrie gibt es nicht. Die hauptsächlichen Beschäftigungszweige sind: Ausbildung, Gesundheit und Soziales (21,1 %), Wissenschaft und Verwaltung (11,5 %), Finanzen, Versicherungen und Immobilien (2,4 %), Kunst, Unterhaltung, Sport und Restaurants (13,1 %), Baugewerbe (10,5 %).

## Schulen
- Pasco-Hernando Community College mit über 2800 Studenten
- International School of Beauty

## Kliniken
- Community Hospital
- North Bay Hospital

## Verkehr
New Port Richey wird vom U.S. Highway 19 sowie von der Florida State Road 518 durchquert.
Der nächste Flughafen ist der rund 45 Kilometer südöstlich Tampa International Airport.

## Kriminalität
Die Kriminalitätsrate lag im Jahr 2010 mit 489 Punkten (US-Durchschnitt: 266 Punkte) im hohen Bereich. Es gab zehn Vergewaltigungen, 42 Raubüberfälle, 114 Körperverletzungen, 353 Einbrüche, 501 Diebstähle, 37 Autodiebstähle und drei Brandstiftungen.